# Ballard Smith
Ballard Smith (* vor 1790 im Hanover County, Virginia; † nach 1837) war ein US-amerikanischer Politiker. Zwischen 1815 und 1821 vertrat er den Bundesstaat Virginia im US-Repräsentantenhaus.

## Werdegang
Weder das Geburts- noch das Sterbedatum von Smith sind überliefert. Auch über seine schulische Ausbildung ist nichts bekannt. Er diente während des Unabhängigkeitskriegs als Offizier in der Kontinentalarmee; danach war er Offizier in der US Army, in der er in den 1790er Jahren bis zum Major aufstieg. Politisch wurde er später Mitglied der Demokratisch-Republikanischen Partei. In den Jahren 1810 bis 1813 saß er im Abgeordnetenhaus von Virginia.
Bei den Kongresswahlen des Jahres 1814 wurde Smith im siebten Wahlbezirk von Virginia in das US-Repräsentantenhaus in Washington, D.C. gewählt, wo er am 4. März 1815 die Nachfolge von Hugh Caperton antrat. Nach zwei Wiederwahlen konnte er bis zum 3. März 1821 drei Legislaturperioden im Kongress absolvieren. Zwischen 1824 und 1826 sowie nochmals in den Jahren 1836 und 1837 war Smith erneut Mitglied des Staatsparlaments von Virginia. Danach verliert sich seine Spur.